# Успенский собор (Кострома)
Собор Успения Пресвятой Богородицы (Успенский собор) — утраченный православный храм в Костроме, бывший кафедральный собор Костромской епархии. Находился в Костромском кремле, на возвышенном левом берегу Волги. Получил известность как место нахождения величайшей святыни Костромской земли — Феодоровской иконы Богоматери. Неоднократно посещался российскими государями. Разрушен советскими властями в 1934 году вместе со многими другими постройками кремля.

## История

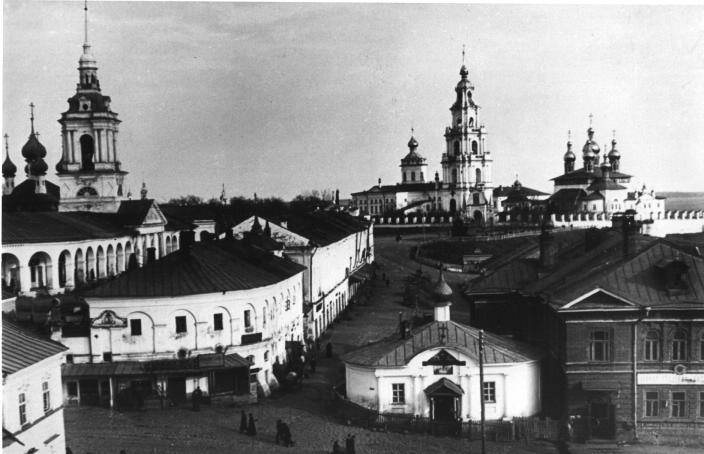
Вид из города на кремлёвские соборы на рубеже XIX—XX веков

Время основания собора, как и самого города, вызывает споры. Среди костромских краеведов долгое время бытовало мнение, что собор восходит ко временам Василия Квашни (XIII век), однако археологи не нашли на его месте древних слоев. Сейчас принято считать, что Кострома возникла на слиянии рек Волги и Сулы, вверх по течению от Костромского кремля, и только в начале XV века была перенесена на кремлёвский холм.

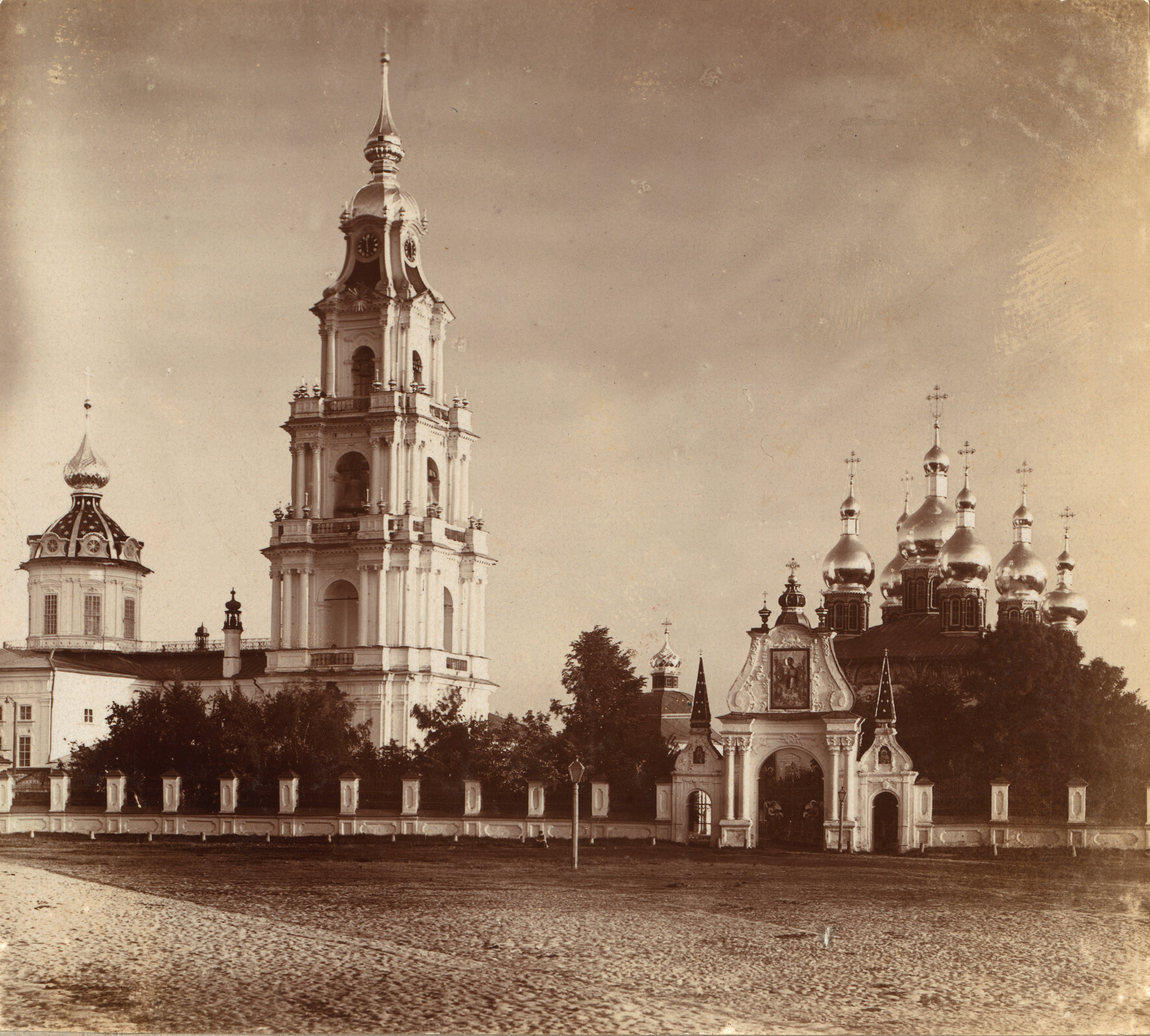
Успенский (справа) и Богоявленский соборы с колокольней на фото Прокудина-Горского (около 1910 г.)

Успенский собор был первым каменным сооружением Костромы. Время его постройки не вполне ясно, наиболее распространена датировка серединой XVI века. Храм был одноглавый и двухстолпный, на высоком сводчатом подклете. Это один из первых известных на Руси двухстолпных храмов. В его архитектуре была и вторая уникальная особенность — разворот апсид не на восток, а на север, в сторону Запрудья, где произошло явление Феодоровской иконы. Двухстолпное решение стало весьма популярным на Костромской земле. Не исключено, что Успенский собор служил образцом при возведении несколькими десятилетиями позднее собора в Богоявленском монастыре Костромы, ныне кафедрального.
Успенский собор не сохранил своей первоначальной архитектуры. Он многократно обновлялся и перестраивался после пожаров — в 1654, 1773 и 1843 годах. В середине XVII века он был с запада расширен. Будучи переделан в четырёхстолпный, собор получил вместо одной главы пять. В 1666 году к нему пристроили придельную церковь в честь святого Феодора Стратилата. В соборе хранились наиболее почитаемые в городе иконы, а также знамёна костромского ополчения.
При перестройке 1775—1778 годов главы получили чуждый памятникам Верхневолжья барочный вид; позднее (в 1820—1821) их позолотили, что по тем временам было чрезвычайной редкостью. Тогда же была выполнена новая стенопись на сюжет обретения Феодоровской иконы. На месте прежней шатровой колокольни была выстроена новая, четырёхъярусная, высотой в 64 метра — самое высокое сооружение в Костромской губернии. На месте уничтоженного пожаром Крестовоздвиженского монастыря в кремле был выстроен Богоявленский собор, в котором велись службы в холодное время года. Тогда же были сооружены вычурной архитектуры Триумфальные ворота.
Настоятелем собора в 1909—1924 годах был Павел Крутиков.
В ноябре 1929 года Успенский собор был закрыт для служб и превращён в зернохранилище. Через пять лет его взорвали ради щебня для строительства льнокомбината.
В 1990-е годы активно обсуждалась идея воссоздания соборов кремля. Патриарх Московский и всея Руси Кирилл в ходе визита в Кострому в июле 2015 года совершил чин освящения закладного камня на месте Успенского собора, назвав это событие «символом восстановления исторической правды».
В течение 2016 года на площадке собора были проведены археологические работы, которые позволили обнаружить элементы внутреннего убранства: позолоченные металлические части иконостаса, остатки бронзового оклада с драгоценными камнями, фрагменты настенной росписи, фрески, изразцы. Обнаружены части древнего фундамента и кирпичной кладки пола, а также ранее нигде не упомянутый деревянный частокол и древний погост.
Начало восстановления Успенского собора запланировано на весну 2025 года.